# Commerzbank

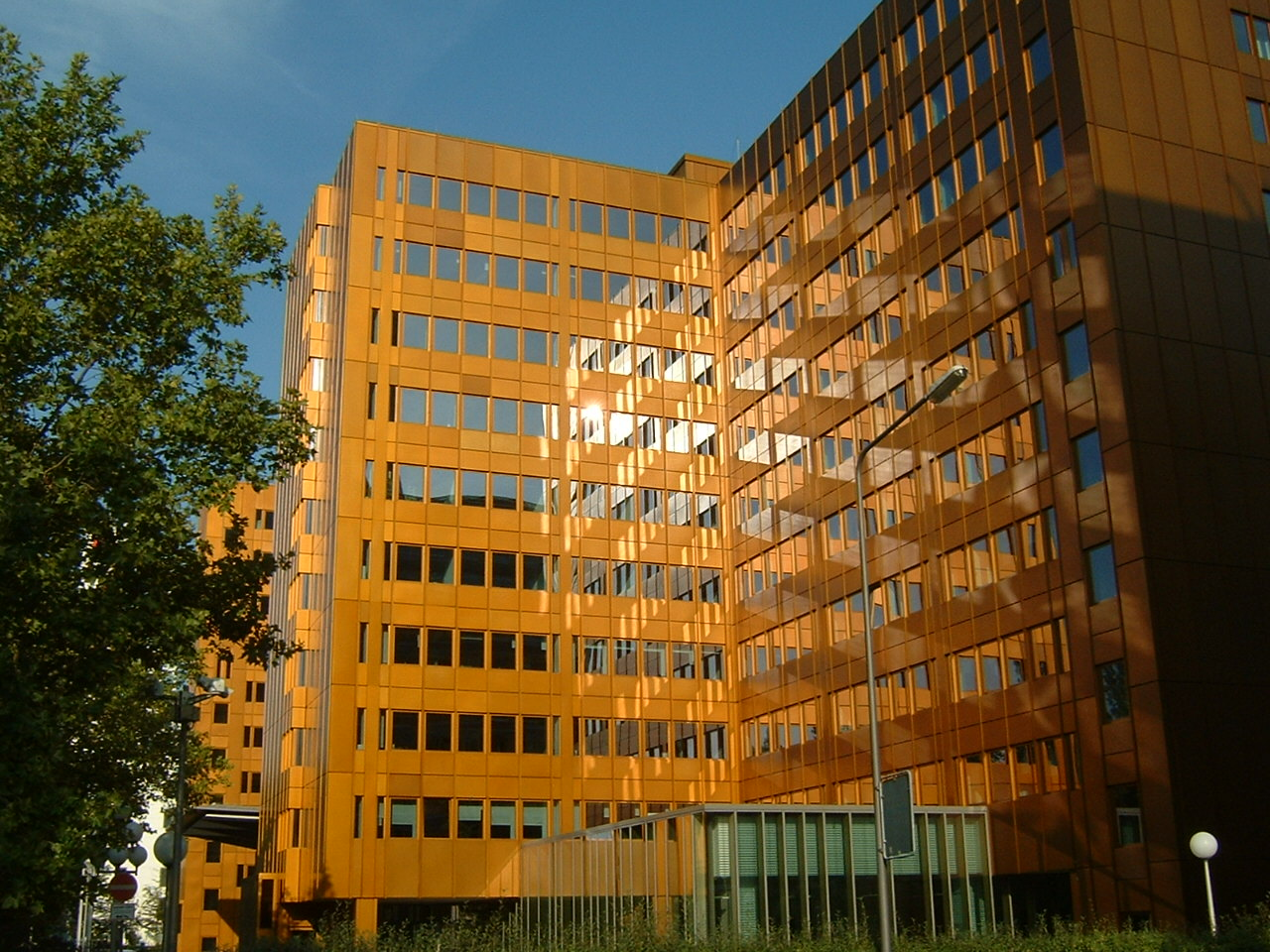
Commerzbank Systems en Fráncfort.

Commerzbank AG es el cuarto banco más grande de Alemania por activos totales, después de Deutsche Bank, DZ Bank y KfW. Commerzbank es un banco especializado en banca comercial, banca corporativa y en banca de inversión. Cotiza en la Bolsa de Fráncfort (CBK:Xetra) y forma parte del índice MDAX.
Commerzbank AG está presente en los mercados de capitales y principales bolsas de valores a nivel mundial a través de su división de banca de inversión, Corporates & Markets, que fue creada a raíz de la integración de las actividades del banco de inversión Dresdner Kleinwort en el grupo alemán, tras haber adquirido Commerzbank su banco matriz, Dresdner Bank, en septiembre de 2009. 
Commerzbank mantiene una red internacional de sucursales a lo largo de Alemania, Estados Unidos, España, Luxemburgo, Polonia, Reino Unido y Suiza, así como la subsidiaria Eurohypo.

## Historia
Commerzbank fue fundado por banqueros de la banca mercante en 1870 en Hamburgo. Se fusionó con el banco Berliner Bank y trasladó su sede a Berlín en 1905. Después de la Segunda Guerra Mundial, trasladó su sede a Düsseldorf y en 1958 a Fráncfort, la ciudad financiera de Alemania.
La sede principal de este banco es la Torre Commerzbank, diseñado por el arquitecto inglés Norman Foster en 1994. El edificio había sido hasta 2005 la construcción más alta de Europa, y sigue siendo el edificio más alto de la Unión Europea. 
Commerzbank fue el primer banco alemán en establecer una sucursal en Nueva York en 1971, sin embargo en 2004, esta dependencia decreció por el cierre de su división corporativa Commerzbank Securities, dedicada a la banca de inversión.
En agosto de 2008, Commerzbank anunció la futura adquisición de Dresdner Bank, mediante compras de acciones. Commerzbank compró la totalidad de dichas acciones a finales de 2009. Como Dresner Bank es subsidiaria de Allianz, esta última retuvo el 30% de las acciones de Commerzbank después de concluir la compra, convirtiéndose así en su mayor accionista.

## Accionistas
| Accionista | Participación                |
| ---------- | ---------------------------- |
| 17,15%     | Gobierno Federal de Alemania |
| 5,06       | Capital Group Companies      |
| 5,01       | BlackRock                    |
| 0,32       | BNP Paribas                  |
| 0,21       | SILAG                        |
| 0,18       | Deutsche Bank                |
| 0,11       | Citigroup                    |
| 0,02       | HSBC                         |
| 0,02       | autocartera                  |
| 71,92      | free float                   |

Estado: diciembre de 2013